# Dmitrij Wiertiepow
Dmitrij Piotrowicz Wiertiepow, ros. Дмитрий Петрович Вертепов (ur. 17 grudnia 1897 w miasteczku Ołty, zm. 28 lutego 1976 r. w Nowym Jorku) – rosyjski wojskowy, oficer jugosłowiańskiej straży pogranicznej, oficer Rosyjskiego Korpusu Ochronnego podczas II wojny światowej, emigracyjny działacz kombatancki, pisarz i publicysta.
W 1916 r. ukończył korpus kadetów we Władykaukazie. Następnie uczył się w nikołajewskiej szkole kawalerii w Piotrogradzie. Od 1917 r. brał udział w I wojnie światowej. Służył w 2 Mieszanej Dywizji Kozackiej. Na początku października tego roku został chorążym w Wołgskiej Sotni Zapasowej 1 Wołgskiego Pułku Terskiego Wojska Kozackiego. Na poł. 1918 r. uczestniczył w powstaniu Kozaków terskich przeciw bolszewikom jako dowódca sotni stanicy Prochładnej. Po jego upadku przedostał się do Dagestanu. Następnie służył w wojskach Białych gen. Antona I. Denikina. Od stycznia 1919 r. był młodszym oficerem 2 Pułku Gorsko-Mozdokskiego, zaś od września tego roku sotnikiem Terskiego Dywizjonu Gwardyjskiego 2 Kozackiej Dywizji Terskiej. Później objął funkcję pełniącego obowiązki adiutanta w sztabie dywizji. W połowie listopada 1920 r. wraz z wojskami Białych został ewakuowany z Krymu do Gallipoli. Na emigracji zamieszkał w lipcu 1921 r. w Królestwie SHS. Od jesieni 1925 r. w stopniu podesauła służył w straży pogranicznej na granicy z Węgrami. Następnie pracował przy budowie dróg w rejonie Belgradu, a potem w fabryce cukru. Po ataku wojsk niemieckich na Jugosławię w kwietniu 1941 r., wstąpił do nowo formowanego Rosyjskiego Korpusu Ochronnego. Otrzymał stopień porucznika. W 1944 r. został adiutantem w sztabie batalionu 5 Pułku Korpusu. Po zakończeniu wojny do 1946 r. przebywał w obozie jenieckim w Kellerbergu. W 1952 r. wyjechał do USA, gdzie został redaktorem naczelnym pisma "Наши Вести". Współpracował z pismem "Военная Быль". Działał w emigracyjnych organizacjach rosyjskich. Objął funkcję wiceprzewodniczącego Związku Żołnierzy Rosyjskiego Korpusu i wiceprzewodniczącego Funduszu Cara Mikołaja. W 1965 r. napisał książkę pt. "Русский Корпус на Балканах во время 2-й мировой войны". W 1974 r. mianowano go nominalnie pułkownikiem gwardii.